# イ・ジウ
イ・ジウ（朝：이지우、中：李知禹、英：Lee Ji-woo、2005年10月24日 - ）は、韓国のアイドル、歌手。女性アイドルグループ・tripleSのメンバー。

## 略歴

### デビュー前
2005年10月24日、ソウル特別市江南区にて生まれる。
過去にSMエンタテインメント、JYPエンターテインメント、YGエンターテインメント、FNCエンターテインメント、POCKETDOL STUDIOの練習生として活動していた。
2021年、WHYNOTネットドラマ『I:LOVE:DM』に出演。
2021年11月28日、MBCが主催するオーディション番組『放課後のときめき』に出演したが、セミファイナルで脱落した。
2022年6月1日、MODHAUSからデビュー予定のガールズグループ・tripleSの3人目のメンバーとして公開された。
2023年2月13日、tripleSとして1stミニアルバム『ASSEMBLE』でデビュー。

### デビュー後
2023年5月4日、グループ内2番目のサブユニット+(KR)ystal Eyes(KRE)のメンバーとして1stミニアルバム『AESTHETIC』をリリース。
2023年6月6日、tripleSのユニットAcid Eyesとしてシングルアルバム『Cherry Gene』をリリース。
2023年6月13日、Mnetより放送された『QUEENDOM PUZZLE』に参加したが、最終13位で脱落した。
2023年10月11日、グループ内5番目のユニットEVOLutionとしてミニアルバム『⟡』をリリース。
2024年1月15日、グループ内7番目のユニットAriaとしてシングルアルバム『Structure of Sadness』をリリース。
2024年5月8日、グループ完全体制で初のフルアルバム『ASSEMBLE24』をリリース。
2024年11月20日、グループ内9番目のユニットtripleS ∞!(Hatch!)として日本デビューシングル『アンタイトル』をリリース。

## 出演

### テレビ番組
- 放課後のときめき(2021年11月28日 - 2022年2月7日)
- QUEENDOM PUZZLE(2023年6月13日 - 2023年8月15日)